# Sergei Ursuliak
Sergei Ursuliak (10 de junho de 1958) é um diretor de cinema russo. Teve o financiamento da produção do filme “The Tzaddik”, alocada em Israel, prejudicado devido às sanções impostas aos bancos russos por ocasião da Invasão da Ucrânia pela Rússia em 2022 . 
1. ↑  Israel, David. «Russian Film Production Forced to Leave Israel Due to Sanctions» (em inglês). Consultado em 11 de abril de 2022